# Битка при Баница (1941)
Вижте пояснителната страница за други значения на Битка при Баница.
Битката при Баница (на английски: Battle of Vevi, на гръцки: Μάχη της Bεύης, Μάχη της στενωπού Κλειδίου, Битката при прохода Кирли) е част от битката за Гърция по време на Втората световна война. Провежда се между 11 и 12 април 1941 година, северно от град Суровичево, близо до северозападната граница на Кралство Гърция. Съюзниците във Втората световна война губят сражението срещу силите на Нацистка Германия.

## Прелюдия
Германските войски нахлуват в Гърция и Югославия от България в първата седмица на април 1941 година. След разгрома на Югославия, левият фланг на гърци и британци по линията на Каракамен остава изложен. Новият британски план предполага, че британските части могат да спрат германските сили в югозападна Македония, докато немоторизираните гръцки пехотни части се изтеглят от Каракамен на Синяк и не изградят нова защитна линия между Олимп и река Бистрица.
В утрото на 10 април германският XL танков корпус напредва от Битоля по долината на юг и превзема Лерин в Гърция. Бригадата Лайбщандарт СС Адолф Хитлер (LSSAH), ръководена от оберстгрупенфюрер Йозеф „Сеп“ Дитрих и подкрепена от 9-а танкова дивизия, напредва допълнително на юг и завзема Баница на 11 април. Германската 73-а пехотна дивизия, следвайки LSSAH, атакува на запад, за да разшири фронта на германския пробив. Изправяйки се срещу гръцка кавалерийна дивизия в прохода на Писодер, тя не успява да осъществи напредък.
Сборна група от австралийци, британци, новозеландци и гърци, наречена „частта на Макей“ (Mackay Force), е формирана набързо. Нейната задача, по думите на британския командир в Гърция генерал Хенри Мейтланд Уилсън, е да „прекъсне блицкрига надолу по Леринската долина“.